# Primera División de Chile
Primera División de Chile (eller officiellt "Campeonato Nacional "Scotiabank" de Primera División de Fútbol Profesional de la Asociación Nacional de Fútbol Profesional") är den chilenska högstadivisionen i fotboll för herrar, i vilken det deltar 16 lag. ANFP är turneringsorganisatör, vilken i sin tur ägs av "Federación de Fútbol de Chile" (chilenska fotbollsförbundet).
Colo-Colo är det lag som vunnit ligatiteln flest gånger med sina 33 titlar, Universidad de Chile kommer därefter med 18, följt av Universidad Católica med 16 och Cobreloa med 8.

## Spelsystem
Fram tills 2017 var det 18 lag i Primera División som spelades baserat på det mexikanska spelsystemet - man spelade två separata turneringar per säsong, en "Apertura" som spelades sommar-vinter och en "Clausura" som spelas vinter-sommar. I bägge turneringarna spelades en rak serie där alla lag mötte varandra en gång och därefter spelades ett slutspel. Detta innebar att det korades två ligamästare per säsong.
Sedan 2018 är det 16 lag och endast en seriesegrare utses.

## Ligavinnare
A = Apertura
C = Clausura
TT = Torneo Transición
- 1933: Magallanes
- 1934: Magallanes
- 1935: Magallanes
- 1936: Audax Italiano
- 1937: Colo-Colo
- 1938: Magallanes
- 1939: Colo-Colo
- 1940: Universidad de Chile
- 1941: Colo-Colo
- 1942: Santiago Morning
- 1943: Unión Española
- 1944: Colo-Colo
- 1945: Green Cross
- 1946: Audax Italiano
- 1947: Colo-Colo
- 1948: Audax Italiano
- 1949: Universidad Católica
- 1950: Everton
- 1951: Unión Española
- 1952: Everton
- 1953: Colo-Colo
- 1954: Universidad Católica
- 1955: Palestino
- 1956: Colo-Colo
- 1957: Audax Italiano
- 1958: Santiago Wanderers
- 1959: Universidad de Chile
- 1960: Colo-Colo
- 1961: Universidad Católica
- 1962: Universidad de Chile
- 1963: Colo-Colo
- 1964: Universidad de Chile
- 1965: Universidad de Chile
- 1966: Universidad Católica
- 1967: Universidad de Chile
- 1968: Santiago Wanderers
- 1969: Universidad de Chile
- 1970: Colo-Colo
- 1971: Unión San Felipe
- 1972: Colo-Colo
- 1973: Unión Española
- 1974: Huachipato
- 1975: Unión Española
- 1976: Everton
- 1977: Unión Española
- 1978: Palestino
- 1979: Colo-Colo
- 1980: Cobreloa
- 1981: Colo-Colo
- 1982: Cobreloa
- 1983: Colo-Colo
- 1984: Universidad Católica
- 1985: Cobreloa
- 1986: Colo-Colo
- 1987: Universidad Católica
- 1988: Cobreloa
- 1989: Colo-Colo
- 1990: Colo-Colo
- 1991: Colo-Colo
- 1992: Cobreloa
- 1993: Colo-Colo
- 1994: Universidad de Chile
- 1995: Universidad de Chile
- 1996: Colo-Colo
- 1997 – A: Universidad Católica
- 1997 – C: Colo-Colo
- 1998: Colo-Colo
- 1999: Universidad de Chile
- 2000: Universidad de Chile
- 2001: Santiago Wanderers
- 2002 – A: Universidad Católica
- 2002 – C: Colo-Colo
- 2003 – A: Cobreloa
- 2003 – C: Cobreloa
- 2004 – A: Universidad de Chile
- 2004 – C: Cobreloa
- 2005 – A: Unión Española
- 2005 – C: Universidad Católica
- 2006 – A: Colo-Colo
- 2006 – C: Colo-Colo
- 2007 – A: Colo-Colo
- 2007 – C: Colo-Colo
- 2008 – A: Everton
- 2008 – C: Colo-Colo
- 2009 – A: Universidad de Chile
- 2009 – C: Colo-Colo
- 2010: Universidad Católica
- 2011 – A: Universidad de Chile
- 2011 – C: Universidad de Chile
- 2012 – C: Huachipato
- 2013 – TT: Unión Española
- 2013 – A: O'Higgins
- 2014 – C: Colo-Colo
- 2014 – A: Universidad de Chile
- 2015 - C: Cobresal
- 2015 – A: Colo-Colo
- 2016 - C: Universidad Católica
- 2016 - A: Universidad Católica
- 2017 - C: Universidad de Chile
- 2017- TT: Colo-Colo
- 2018: Universidad Católica
- 2019: Universidad Católica
- 2020: Universidad Católica
- 2021: Universidad Católica
- 2022: Colo-Colo
- 2023: Huachipato
- 2024: Colo-Colo